# Lepidodactylus oligoporus
Espèce
Statut de conservation UICN

 DD  : Données insuffisantes
Lepidodactylus oligoporus est une espèce de geckos de la famille des Gekkonidae.

## Répartition
Cette espèce est endémique de Namoluk dans l'État de Chuuk aux États fédérés de Micronésie.

## Étymologie
Le nom de cette espèce, oligoporus, dérive du grec oligos qui signifie « peu », et du grec poros qui signifie « pore », en référence au petit nombre de pores fémoraux et cloaquaux de cette espèce.

## Publication originale
- Buden, 2007 : A New Species of the Genus Lepidodactylus Fitzinger (Squamata: Gekkonidae) from the Mortlock Islands, Chuuk State, Federated States of Micronesia. Pacific Science, vol. 61, n. 3, p. 415-428.